# Calamanthus cautus
El sedosito tímido (Calamanthus cautus) es una especie de ave paseriforme de la familia  Acanthizidae endémica de  Australia. Anteriormente se clasificaba en el género Hylacola. No se encuentra amenazado.

## Subespecies
Contiene las siguientes subespecies:
- Calamanthus cautus cautus
- Calamanthus cautus halmaturinus
- Calamanthus cautus macrorhynchus
- Calamanthus cautus whitlocki